# Ara AG
Ara AG este o companie pe acțiuni din Germania, unul dintre cei mai importanți producători de încălțăminte din Europa.
Ara Shoes distribuie atât prin rețeaua de 800 de magazine proprii din întreaga lume, cât și către marii vânzători cu amănuntul ca Deichmann sau C&A.

## Ara în România
Din anul 1997 compania este prezentă și în România, când a cumpărat cu 450.000 de mărci germane o hală și un sediu în localitatea Valea lui Mihai din județul Bihor.
Ulterior, compania a transferat în acest loc și producția pentru celelalte două mărci de încălțăminte din portofoliul lor, Lloyd Shoes (încălțăminte pentru bărbați) și Legero (încălțăminte sport).
În mai 2007 Ara AG dispunea de 11 hale de producție în România, cu circa 2.800 de angajați.
În anul 2014 dețineau două unități de producție în județele Bihor și Sălaj care angajau peste 1.300 de oameni și produceau anual două milioane de perechi de încălțăminte.
Număr de angajați
- 2013: 1.126 [4]
- 2007: 2.800 [1]

Cifra de afaceri:
- 2013: 56 milioane euro [4]
- 2006: 62,5 milioane euro [1]